# Labeobarbus surkis
Labeobarbus surkis es una especie de peces de la familia Cyprinidae, orden Cypriniformes.
Son peces dulceacuícolas del lago Tana (Etiopía ) que pueden llegar alcanzar los 43 cm de longitud total.